# Frente Revolucionario Antifascista y Patriota
Die Frente Revolucionario Antifascista y Patriota, kurz FRAP oder F.R.A.P., (deutsch: Revolutionäre antifaschistische und patriotische Front), war eine kommunistische und antifranquistische Terrororganisation, die in den letzten Jahren der Franco-Diktatur in Spanien aktiv war. Geprägt von einer marxistisch-leninistischen Ideologie war das Ziel der FRAP der Sturz des faschistischen Regimes sowie die Errichtung einer sozialistischen Volksrepublik.

## Geschichte

### Vorgeschichte

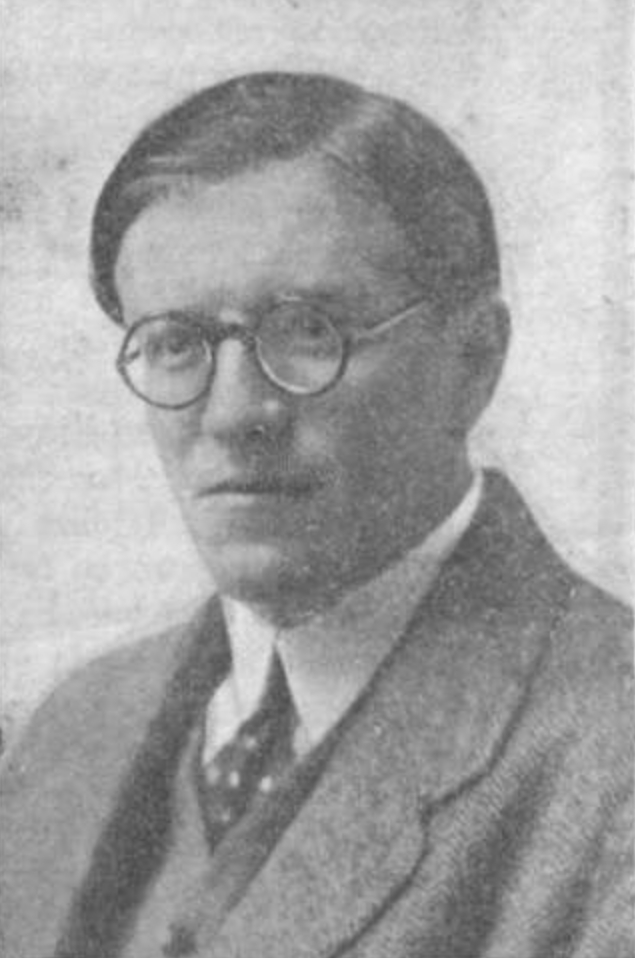
Julio Álvarez del Vayo

Die Gründung der FRAP ist eng verbunden mit der Biografie des spanischen Politikers Julio Álvarez del Vayo. Der studierte Jurist arbeitete zu Beginn des 20. Jahrhunderts zunächst als Journalist, wandte sich aber schon in jungen Jahren der Politik zu und trat der sozialdemokratischen PSOE bei. Während der Zeit der Segunda República war er spanischer Botschafter in Mexiko und ab 1933 sozialistischer Abgeordneter im spanischen Parlament. Im Spanischen Bürgerkrieg war del Vayo Generalkommissar für den Krieg und später Staatsminister unter Largo Caballero und Juan Negrín.
In den 1940er und 1950er Jahren war er im Exil in Mexiko, den Vereinigten Staaten und in der Schweiz. Er radikalisierte seine politischen Positionen und wurde deshalb aus der PSOE ausgeschlossen. Als nach dem XX. Parteitag der KPdSU 1956, auf dem die Entstalinisierung und eine Wendung zu Reformen verkündet wurde, weltweit kommunistische Gruppierungen an ideologischen Auseinandersetzungen zerbrachen, blieb Álvarez de Vayo in Spanien weiter revolutionär aktiv. Er gründete in den 1950ern die Unión Socialista Española und 1964 die Spanische Nationale Befreiungsfront (FELN). Bereits 1957 hatte er auf Einladung die Volksrepublik China besucht und wiederholte diesen Besuch 1961, 1967 und 1973.
Nachdem del Vayo nicht mehr PSOE-Mitglied war stand er über Jahre der Kommunistischen Partei Spaniens nahe. Diese trat in den 60er-Jahren unter Santiago Carrillo für eine friedliche Beendung der Franco-Diktatur ein und machte Zugeständnisse beim Aufbau einer konstitutionellen Monarchie. Aufgrund dessen entstanden verschiedene radikale Abspaltungen, die sich von dieser Politik distanzierten und die PCE wie die UdSSR nach dem Tod Stalins als revisionistisch betrachteten. Einige Abspaltungen, darunter die PCE reconstituido (PCE r) oder die PCE (marxista-leninista), im Folgenden PCE (m-l) genannt, sahen sich in einer Linie mit der UdSSR Stalins und dem maoistischen China.

### Gründung

Flagge der FRAP, die die Flagge der Segunda República verwendet

Am 23. Januar 1971 kam es in einer Pariser Wohnung des amerikanischen Dramatikers Arthur Miller zu einem ersten Treffen der Gruppe. Es handelte sich um einen Zusammenschluss der von Álvarez del Vayo gegründeten FELN und der maoistischen PCE(m-l). Beim Treffen in Paris waren neben del Vayo, der für die FELN teilnahm, Alberto Fernández für die Vanguardia Socialista sowie Elena Odena, Raúl Marco und Eladio Zújar für die PCE(m-l) anwesend. Bei diesem Treffen wurden sechs vorrangige Ziele vereinbart, die anschließend verbreitet wurden:
- Sturz der faschistischen Diktatur und Vertreibung des US-Imperialismus aus Spanien durch den revolutionären Kampf

- Errichtung einer föderativen Volksrepublik, die demokratische Freiheiten und Rechte für nationale Minderheiten garantiert

- Verstaatlichung des Monopoleigentums und Beschlagnahmung des Eigentums der Oligarchie

- Tiefgreifende Agrarreform und Beschlagnahmung der großen Ländereien

- Beseitigung der Überreste des spanischen Imperialismus

- Gründung einer Armee im Dienste des Volkes

Zwei Jahre nach dem ersten Treffen fand am 24. September 1973 in der französischen Hauptstadt Paris eine nationale Konferenz der FRAP statt, auf der die Organisation offiziell vorgestellt wurde. Julio Álvarez del Vayo wurde zu ihrem Vorsitzenden gewählt.

### Aktivität
Im Vergleich zu anderen spanischen Terrororganisationen zu dieser Zeit, beispielsweise die baskische ETA, war die FRAP nur für kurze Zeit aktiv. Ihre terroristische Aktivität beschränkte sich auf die Jahre 1973 bis 1975, hauptsächlich aber 1975, und hatte ausschließlich staatliche Ordnungshüter zum Ziel. Insgesamt fielen der FRAP fünf Menschen zum Opfer, dazu kommen zahlreiche Raubüberfälle. Ihr erstes Attentat verübte die Gruppe am 1. Mai 1973 – am Internationalen Kampftag der Arbeiterklasse – als sie einen Unterinspektor der politisch-sozialen Brigade erstach. Über zwei Jahre später ermordete die FRAP am 14. Juli 1975 einen Agenten der bewaffneten Polizei sowie am 16. August einen Leutnanten der Guardia Civil. Am 14. und 29. September folgten zwei letzte Attentate auf Beamte der Polizei.

### Ende
Nach dem Tod des Diktators Franco im November 1975 plante die FRAP zunächst, ihren Kampf auch gegen die neuerrichtete konstitutionelle Monarchie fortzuführen. Diese Haltung führte jedoch zu einer Isolierung, da sich sowohl die PSOE als auch die PCE mit dem neuen Staat arrangierten und ihn akzeptierten. 1978 versuchten sowohl FRAP als auch PCE (m-l), sich ins Parteienregister eintragen zu lassen. Der Oberste Gerichtshof lehnte das jedoch ab und kurz darauf wurden beide Organisationen vom spanischen Innenministerium verboten. Als in Spanien zum letzten Mal die Todesstrafe erteilt wurde, waren unter den Betroffenen drei FRAP-Terroristen.